# Prix Lumière/Bester Dokumentarfilm

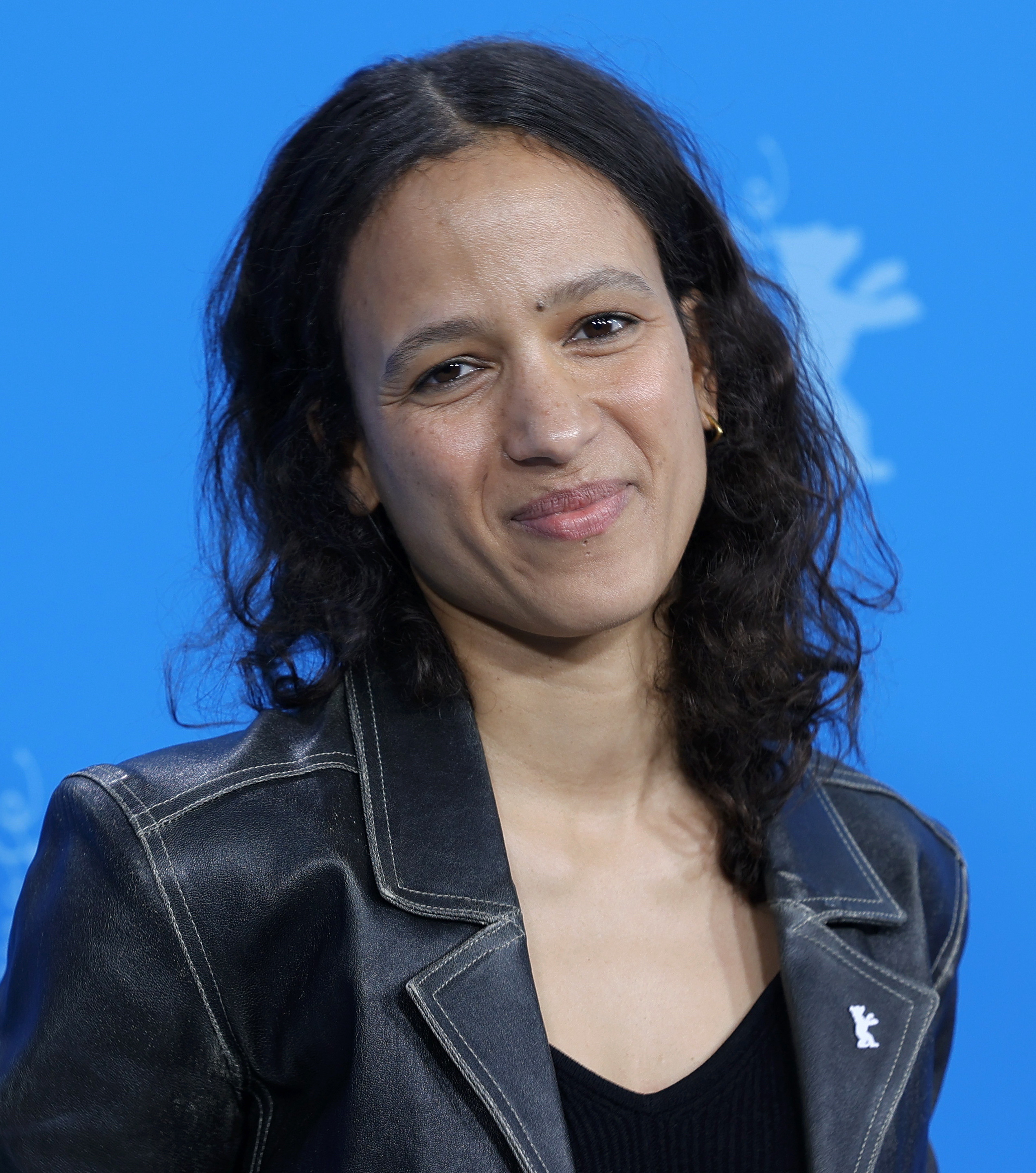
Preisträgerin 2025: Mati Diop (Dahomey)

Der Prix Lumière in der Kategorie Bester Dokumentarfilm (Meilleur documentaire) wird seit 2016 verliehen. Die französische Auslandspresse vergibt seit 1996 alljährlich ihre Auszeichnungen für die besten Filmproduktionen und Filmschaffenden rückwirkend für das vergangene Kinojahr.
In bislang zwei Fällen (2020, 2024) stimmte der prämierte Film mit dem späteren César-Gewinner überein.
| Jahr | Preisträger                         | Deutscher Titel                    | Regie                        |
| 2016 | El botón de nácar                   | Der Perlmuttknopf                  | Patricio Guzmán              |
| 2016 | L’image manquante                   | Das fehlende Bild                  | Rithy Panh                   |
| 2017 | Voyage à travers le cinéma français | k. A.                              | Bertrand Tavernier           |
| 2018 | Visages villages                    | Augenblicke: Gesichter einer Reise | JR, Agnès Varda              |
| 2019 | La strada dei Samouni               | k. A.                              | Stefano Savona               |
| 2020 | M*                                  | M                                  | Yolande Zauberman            |
| 2021 | Un pays qui se tient sage           | Ein Land, das sich für weise hält  | David Dufresne               |
| 2022 | La panthère des neiges              | Der Schneeleopard                  | Marie Amiguet Vincent Munier |
| 2023 | Nous                                | Wir                                | Alice Diop                   |
| 2024 | Les filles d’Olfa*                  | Olfas Töchter                      | Kaouther Ben Hania           |
| 2025 | Dahomey                             | Dahomey                            | Mati Diop                    |

* = Filme, die später den César für den besten Dokumentarfilm gewannen.